# Lipocarpha pygmaea
Lipocarpha pygmaea är en halvgräsart som beskrevs av Johannes Hendrikus Kern. Lipocarpha pygmaea ingår i släktet Lipocarpha och familjen halvgräs. Inga underarter finns listade i Catalogue of Life.